# 牛立町
牛立町（うしだてちょう）は、愛知県名古屋市中川区にある町名。現行行政地名は牛立町1丁目から牛立町5丁目。住居表示未実施。

## 地理
名古屋市中川区の東部に位置し、南に荒越町、南西に丹後町、北に八熊通、西に応仁町、東に熱田区切戸町と接する。

## 歴史

### 町名の由来
かつて当地には牛立村と称する村があり、その名称に由来するという。牛立は、「潮立（うしおだて）」の転訛によるものという説のほか、『尾張国地名考』には川の水をせき止めるための木組み石積みの「うし」なる装置に由来するという説、『八幡小学校八十八年沿革史』には牛頭天王が当地に鎮座する予定があったものの、熱田神宮に近いために津島神社に発たれることになり、当地の木に繋がれていた牛に立てと言われた伝説に由来するという説が紹介されているという。牛立村は1878年（明治11年）に隣接する中野村と合併し野立村と称し、1889年（明治22年）にはさらに八熊村・西古渡村・中野外新田と合併し八幡村となっている。八幡村は1921年（大正10年）に名古屋市南区に編入されている。

### 沿革
- 1936年（昭和11年）5月1日 - 南区野立町の一部により、同区牛立町として成立する[1]。
- 1937年（昭和12年）
  - 7月14日 - 南区野立町の一部を編入する[1]。
  - 10月1日 - 中川区編入に伴い、同区牛立町となる[1]。
- 1960年（昭和35年）3月5日 - 中川区八熊町の一部を編入する[1]。

## 世帯数と人口
2019年（平成31年）1月1日現在の世帯数と人口は以下の通りである。
| 町丁   | 世帯数  | 人口    |
| ------ | ------- | ------- |
| 牛立町 | 808世帯 | 1,725人 |

### 人口の変遷
国勢調査による人口の推移。
| 1995年（平成7年）  | 2,019人 |  |  |
| 2000年（平成12年） | 1,950人 |  |  |
| 2005年（平成17年） | 1,793人 |  |  |
| 2010年（平成22年） | 1,705人 |  |  |
| 2015年（平成27年） | 1,627人 |  |  |

### 世帯数の変遷
国勢調査による世帯数の推移。
| 1995年（平成7年）  | 715世帯 |  |  |
| 2000年（平成12年） | 728世帯 |  |  |
| 2005年（平成17年） | 693世帯 |  |  |
| 2010年（平成22年） | 711世帯 |  |  |
| 2015年（平成27年） | 694世帯 |  |  |

## 学区
市立小・中学校に通う場合、学校等は以下の通りとなる。また、公立高等学校に通う場合の学区は以下の通りとなる。
| 番・番地等 | 小学校               | 中学校               | 高等学校 |
| ---------- | -------------------- | -------------------- | -------- |
| 全域       | 名古屋市立八幡小学校 | 名古屋市立八幡中学校 | 尾張学区 |

## 施設
- 八幡社
- 四門寺
- 願興寺
- 牛立公園

## その他

### 日本郵便
- 郵便番号 : 454-0043[WEB 2]（集配局：中川郵便局[WEB 12]）。

### WEB
1. 1 2  “町・丁目(大字)別、年齢(10歳階級)別公簿人口(全市・区別)”.   名古屋市 (2019年1月23日). 2019年1月23日閲覧。
2. 1 2  “郵便番号”.  日本郵便. 2019年2月10日閲覧。
3. ↑  “市外局番の一覧”.   総務省. 2019年1月6日閲覧。
4. ↑  “中川区の町名一覧”.   名古屋市 (2015年10月21日). 2019年2月13日閲覧。
5. 1 2  総務省統計局 (2014年3月28日). “平成7年国勢調査の調査結果(e-Stat) - 男女別人口及び世帯数 －町丁・字等” (CSV). 2021年7月20日閲覧。
6. 1 2  総務省統計局 (2014年5月30日). “平成12年国勢調査の調査結果(e-Stat) - 男女別人口及び世帯数 －町丁・字等” (CSV). 2021年7月20日閲覧。
7. 1 2  総務省統計局 (2014年6月27日). “平成17年国勢調査の調査結果(e-Stat) - 男女別人口及び世帯数 －町丁・字等” (CSV). 2021年7月21日閲覧。
8. 1 2  総務省統計局 (2012年1月20日). “平成22年国勢調査の調査結果(e-Stat) - 男女別人口及び世帯数 －町丁・字等” (CSV). 2021年7月21日閲覧。
9. 1 2  総務省統計局 (2017年1月27日). “平成27年国勢調査の調査結果(e-Stat) - 男女別人口及び世帯数 －町丁・字等” (CSV). 2021年7月21日閲覧。
10. ↑  “市立小・中学校の通学区域一覧”.   名古屋市 (2018年11月10日). 2019年1月14日閲覧。
11. ↑  “平成29年度以降の愛知県公立高等学校（全日制課程）入学者選抜における通学区域並びに群及びグループ分け案について”.   愛知県教育委員会 (2015年2月16日). 2019年1月14日閲覧。
12. ↑  郵便番号簿 平成29年度版 - 日本郵便. 2019年02月10日閲覧 (PDF)

### 書籍
1. 1 2 3 4 5  名古屋市計画局 1992, p. 825.
2. 1 2  名古屋市計画局 1992, p. 451.
3. ↑  名古屋市計画局 1992, pp. 451–452.
4. ↑  名古屋市計画局 1992, p. 452.